# Adrien Claus
Pour les articles homonymes, voir Claus.
Adrien Maria Petrus Theodoor Claus, né le 6 mars 1887 à Tielrode et y décédé le 7 janvier 1965 fut un homme politique belge social-chrétien. 
Claus fut docteur en droit et brasseur.
Il fut élu conseiller communal (1926-) et bourgmestre (1939-1947) de Tielrode; sénateur de l'arrondissement de Termonde-Saint-Nicolas (1939-1946).

## Sources
- Bio sur ODIS